# Kypärä-Levänen
Kypärä och Levänen är en sjö i kommunen Heinävesi i landskapet Södra Savolax i Finland. Sjön ligger 94,5 meter över havet. Arean är 1,06 kvadratkilometer och strandlinjen är 8 kilometer lång.  Den  ingår i Vuoksens huvudavrinningsområde.  Sjön ligger omkring 110 kilometer nordöst om S:t Michel och omkring 320 kilometer nordöst om Helsingfors. 
De båda sjödelarna, där Levänen är den mindre, belägen i sydväst, är förbundna genom ett smalt sund. Norr om Kypärä ligger sjön Porkka.